# Chrysaora colorata
Chrysaora colorata, comúnmente conocida como la medusa de rayas moradas, es una especie de medusa que existe principalmente en la costa de California  en Bahía de Monterrey. La campana (cuerpo) de la medusa tiene hasta 70 centímetros (2,3 pies) de diámetro, típicamente con un patrón radial de rayas. Los tentáculos varían con la edad del individuo y consisten típicamente en ocho brazos marginales largos y oscuros y cuatro brazos orales centrales con volantes. Los científicos lo estudian de cerca debido a que no se sabe mucho sobre sus hábitos alimenticios.
A menudo cangrejos "Cancer" jóvenes se alojan en las medusas y se comen los anfípodos parásitos que se alimentan y dañan a las medusas. Las chrysaora colorata son más activas en una corriente viva que les facilita moverse para capturar a sus presas.

## Descripción
La medusa de rayas moradas también se conoce como la ortiga de mar de rayas moradas. Cuando es extremadamente joven, tiene un color rosado y sus tentáculos son largos y de color granate oscuro. En la etapa adulta, el color marrón oscuro de los tentáculos comienza a desvanecerse y el púrpura aparece como rayas en la campana. A una edad temprana, los cuatro brazos orales con volantes de los adultos se alargarán. Cuando la medusa comienza a envejecer, los tentáculos se vuelven más gruesos y las rayas púrpuras comienzan a oscurecerse y los tentáculos comienzan a verse pálidos, sus brazos orales parecen desaparecer. Se sabe que se alimentan de una variedad de organismos, incluidos Cladocera, Appendicularia, Copepoda, Hydromedusae, Siphonophora y huevos de peces. Cuando la presa toca un tentáculo marginal, los aguijones se descargan inmediatamente para paralizar a la presa y el tentáculo marginal se dobla hacia adentro hasta el brazo oral más cercano. El brazo oral se utiliza para transportar presas a la cavidad gastrovascular (GVC) y capturar presas inmóviles.
La picadura de esta medusa es extremadamente dolorosa para los humanos, pero es rara.

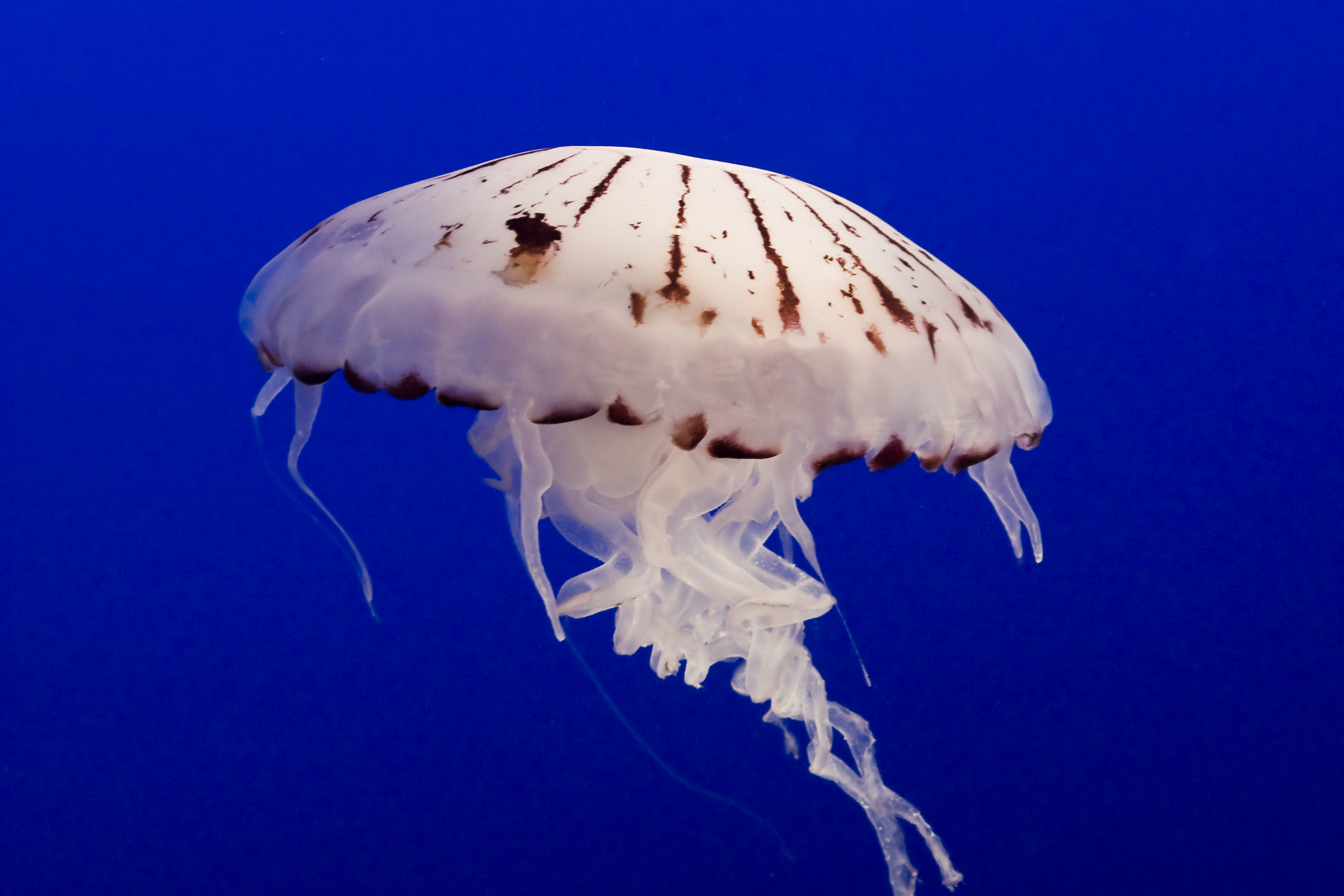

## Dieta
Su dieta consiste en zooplancton, incluyendo copépodos, larvas de peces, ctenóforos, salpidos, otras medusas y huevos de peces.

## Depredación
C. colorata es presa principalmente por tortugas laúds que habitan el área. Son seleccionados como presas debido a las altas concentraciones de carbono y nitrógeno en sus cuatro brazos orales. Son particularmente densos en nutrientes durante la temporada posterior a la surgencia, que es cuando la concentración de tortugas laúd en el área es máxima.